# Виктор Валдбот фон Басенхайм
Виктор Игнациус Йозеф Феликс Ернст Фридрих Мария Валдбот фон Басенхайм (на немски: Victor Ignatius Josef Felix Ernst Friedrich Maria Waldbott von Bassenheim; * 11 октомври 1798 в Мюнстер, Вестфалия; † 31 декември 1848) е благородник, фрайхер от род Валдбот фон Басенхайм, господар на Басенхайм при Кобленц.
Той е единствен син на фрайхер Франц Карл Валдбот фон Басенхайм (* 11 май 1760; † 1804) и съпругата му фрайин Мария Барбара фон Елверфелдт (* 6 октомври 1768; † 28 декември 1828), дъщеря на
Клеменс Август фон Елверфелдт (1732 – 1783) и Мария Терезия фон Етцбах (1742 – сл. 1802). Внук е на фрайхер Клеменс Август Валдбот фон Басенхайм (1731 – 1792) и фрайин Вилхелмина Едмунда Йозефа фон Лое (1733 – 1790).

## Фамилия
Виктор Валдбот фон Басенхайм се жени на 12 септември 1837 г. в Барло, Вестфалия за фрайин Фердинандина фон Квернхайм (* 8 октомври 1814, Нойнкирхен и.О.; † 28 февруари 1856), дъщеря на фрайхер Феликс фон Квернхайм и фрайин Мехтилдис фон Морзай. преим. фон Пикард. Те имат три деца:
- Матилда Валдбот фон Басенхайм (* 2 декември 1839, Зиген; † 6 януари 1872, Лангенбург), омъжена на 26 ноември 1863 г. в Пфафендорф за фрайхер Фридрих Антон фон Лое (* 9 април 1820, Висен; † 24 март 1907, Лонгенбург)
- Анна Валдбот фон Басенхайм (* 5 юни 1841, Липщат; † 25 декември 1916, Мюнстер), омъжена на 23 септември 1862 г. в	Хауз Дипенброк за фрайхер Клеменс Гозвин Феликс Хубертус Мария фон Граес (* 2 ноември 1815, Бентхайм; † 29 септември 1891, Дипенброк при Барло)
- Фридрих Лотар Феликс Якоб Валдбот фон Басенхайм (* 1 септември 1845, Реклингхаузен; † 8 юни 1923, Толксва), женен на 21 ноември 1874 г. в Баден при Виена за фрайин Хедвиг фон Беуст (* 27 март 1851; † 6 септември 1921); имат син и две дъщери